# Maison Salomon
La maison Salomon est une maison située à Pérouges, en France.

## Présentation
La maison est située dans le département français de l'Ain, sur la commune de Pérouges. L'édifice est classé au titre des monuments historiques en 1924.